# Charles Kokougan
Charles Kokougan est un footballeur international togolais, né le 16 juillet 1982 à Paris 18e. Il évolue au poste de milieu de terrain durant les années 2000.

## Biographie
Charles Kokougan rejoint à quinze ans le CO Beauvais comme défenseur central. Remarqué par plusieurs clubs professionnels, il rejoint finalement le centre de formation du RC Lens en 1998. Capitaine de l'équipe des dix-sept ans nationaux, il se retrouve absent des terrains pendant un an et demi en raison d'une hernie discale.
Laissé libre par le club nordiste en 2003, il réalise un essai au FC Lorient qui s'avère non concluant puis, rejoint l'AS Beauvais et déclare : « J'ai toujours rêvé de porter le maillot à damiers (l'ancien maillot de l'ASBO) ».
Toutefois, la saison est difficile car Beauvais destiné à jouer les premiers rôles se retrouve relégué en CFA.
Malgré tout, il est l'un des rares à rester dans l'équipe et devient l'un des joueurs majeurs de l'effectif durant deux ans.
En 2005/2006, l'AS Beauvais surclasse le championnat de CFA et devient la première équipe à dépasser les 100 points, au point que la sélection du Togo lui propose d'intégrer l'effectif.
En 2006, malgré le titre de champion de CFA avec l'ASBO il n'est pas conservé, et ne participe pas à la Coupe du monde avec l'équipe togolaise.
Il signe dans une nouvelle équipe de CFA : Levallois SC. Mais la saison 2006/2007 est difficile, car l'équipe descend en CFA 2. Il arrête alors sa carrière et devient entraîneur des jeunes de Levallois puis préparateur physique de l'équipe A.

## Palmarès
- Champion de CFA en 2006
- International français - de 17 ans
- 1 sélection en équipe du Togo.